# Zigènids
Els zigènids (Zygaenidae) són una família de lepidòpters ditrisis de la superfamília del zigenoïdeus (Zygaenoïdea). Inclou unes 1.000 espècies en tot el món.

## Característiques
Inclou espècies de colors vius, sovint amb reflexos metàl·lics. Són d'activitat diürna. Les erugues són rabassudes i estan recobertes d'una pilositat curta i poc espessa. La coloració vistosa és un avís, ja que acumulen àcid cianhídric durant l'etapa larval gràcies a l'alimentació i que l'utilitzen com a defensa.

## Taxonomia
La família Zygaenidae inclou sis subfamílies:
- Subfamília Callizygaeninae
- Subfamília Chalcosiinae Walker, 1865
- Subfamília Inouelinae Efetov & Tarmann, 2017
- Subfamília Phaudinae Kirby, 1892
- Subfamília Procridinae Boisduval, [1829]
- Subfamília Zygaeninae Latreille, 1809